# Jharrel Jerome
Jharrel Jerome (Bronx, 9 de outubro de 1997) é um ator norte-americano, conhecido por interpretar Kevin no filme Moonlight (2016), de Barry Jenkins, e Korey Wise, na série When They See Us (2019), da Netflix.

## Filmografia

### Cinema
| Ano  | Título               | Papel         | Notas |
| ---- | -------------------- | ------------- | --- |
| 2016 | Her Coloring Book    | Artista       | Curta-metragem |
| 2016 | Wheels               | Narrador      | |
| 2016 | Moonlight            | Kevin (jovem) | Austin Film Critics Association Special Honorary Award for Best Ensemble Gotham Special Jury Award – Ensemble Performance Independent Spirit Robert Altman Award MTV Movie Award for Best Kiss Critic's Choice Movie de Melhor elenco em cinema Indicado – SAG de Melhor Elenco em cinema |
| 2018 | All Rise             | Osvaldo       | |
| 2018 | First Match          | Omari         | Creditado como Jharrel A. Jerome |
| 2019 | Selah and the Spades | Maxxie        | |
| 2019 | Robu                 | Rob           | Curta-metragem |
| 2020 | Concrete Cowboy      | Smush         | |

### Televisão
| Ano  | Título           | Papel           | Notas                                                                 |
| ---- | ---------------- | --------------- | --------------------------------------------------------------------- |
| 2017 | Tales            | Deacon          | Episódio: "Children's Story"                                          |
| 2017 | Mr. Mercedes     | Jerome Robinson | Protagonista                                                          |
| 2019 | When They See Us | Korey Wise      | Ganhador do Emmy Award de Melhor ator em série drámatica ou telefilme |